# Heiva i Tahiti
Le Heiva i Tahiti est une manifestation culturelle traditionnelle qui a lieu chaque année au mois de juillet à Tahiti. Créé en 1881 sous le nom de Tiurai, il accueille des compétitions de chants et danses traditionnelles polynésiennes. La 130e édition a eu lieu en juillet 2012.

## Présentation
Le Heiva de Tahiti a lieu chaque année à Tahiti, sur la grande scène de la place To’atā, dans le centre-ville de Papeete. L'événement se tient chaque année au mois de juillet, pendant une quinzaine de jours.

### Danse et chant
Au cours du Heiva se déroulent des représentations artistiques (chants et danses traditionnels) de groupes en compétition pour différents prix. Les groupes de danse tahitienne sont répartis dans deux catégories : huraavatau pour les danseurs amateurs et huratau pour les danseurs professionnels. Ils comportent généralement 80 à 200 danseurs et sont accompagnés de musiciens. En chant, trois catégories de chants traditionnels sont proposées : les tārava, les 'ūtē et les rū'au. Au travers de ces performances, de nombreuses disciplines artistiques traditionnelles sont représentées : ’ori tahiti (danse traditionnelle), hīmeme (chant traditionnel), musique, percussions corporelles, 'ōrero (art oratoire polynésien), costumes.

### Sport et artisanat

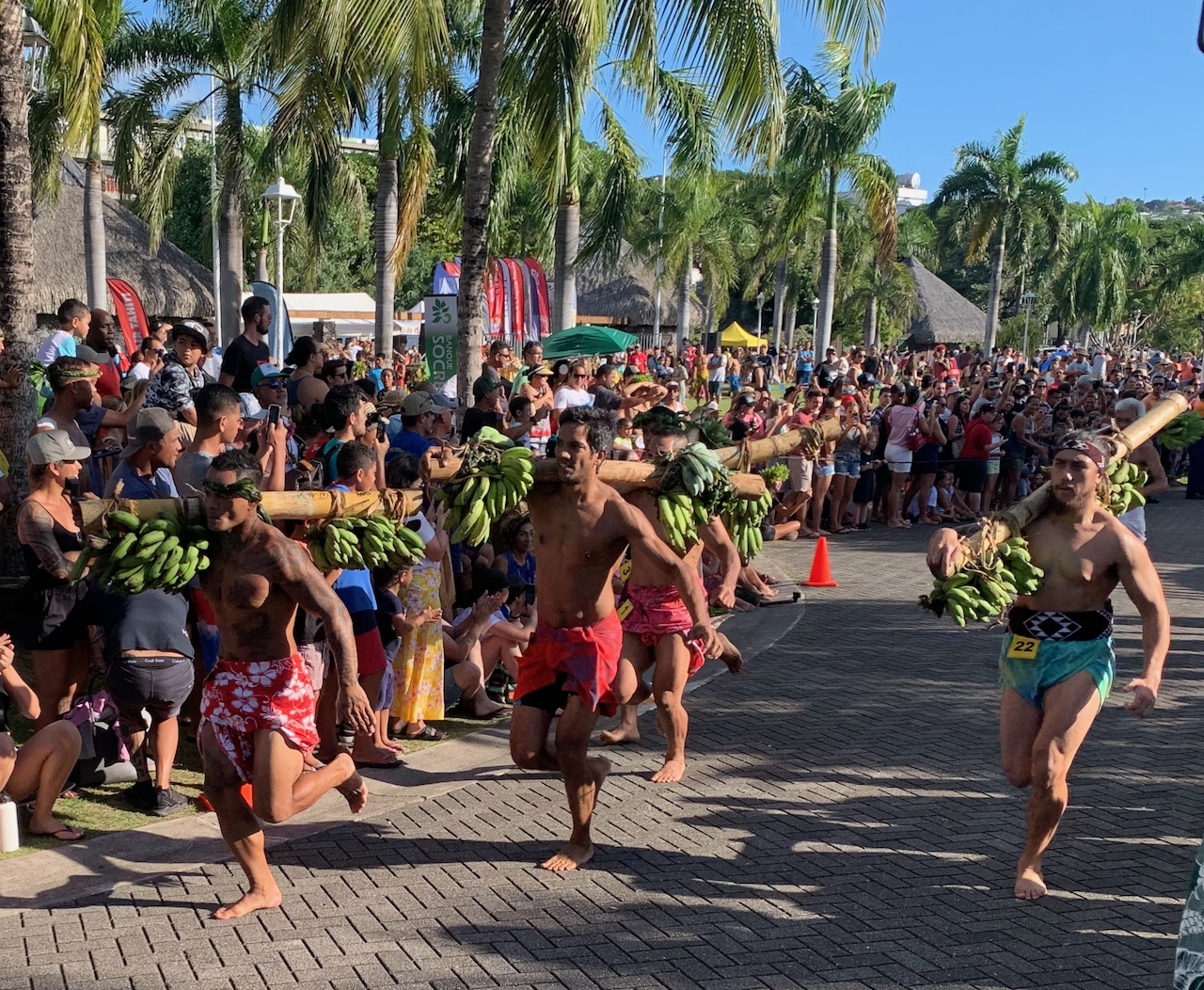
Course de porteurs de fruits

Des compétitions et représentations sportives traditionnelles ont lieu en marge des compétitions de musique et de danse : sports traditionnels au cours du Heiva Tū'aro mā'ohi (lever de pierre, lancer de javelot, course de porteurs de fruits, lutte traditionnelle), va'a (course en pirogue) dans le cadre du Heiva va'a, mais aussi courses hippiques, marche sur le feu, grimper de cocotier et décorticage de noix de coco.

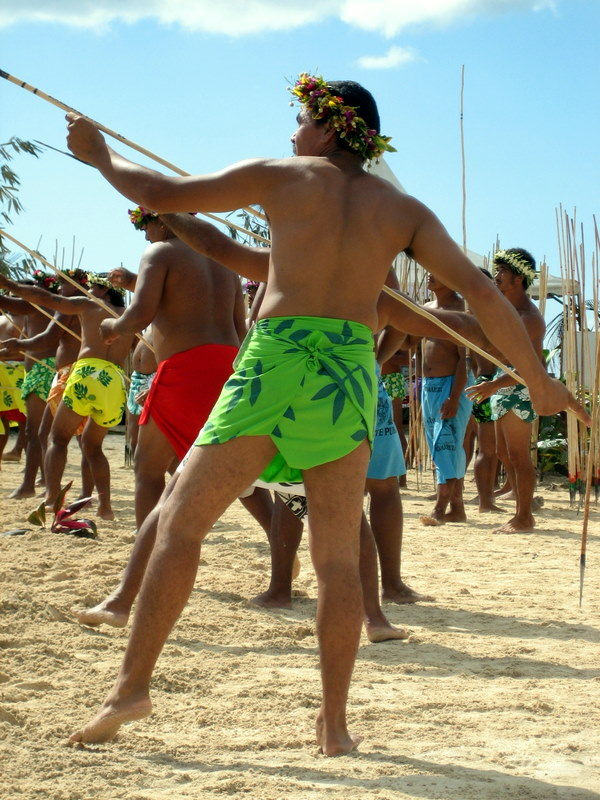
Lancer de javelot au Heiva en 2006

L'événement accueille aussi généralement des expositions, par exemple sur les costumes des représentations ou sur l'histoire du Heiva, ainsi que des ateliers d'artisanat (tressage, sculpture, vannerie).

### Le Heiva des écoles

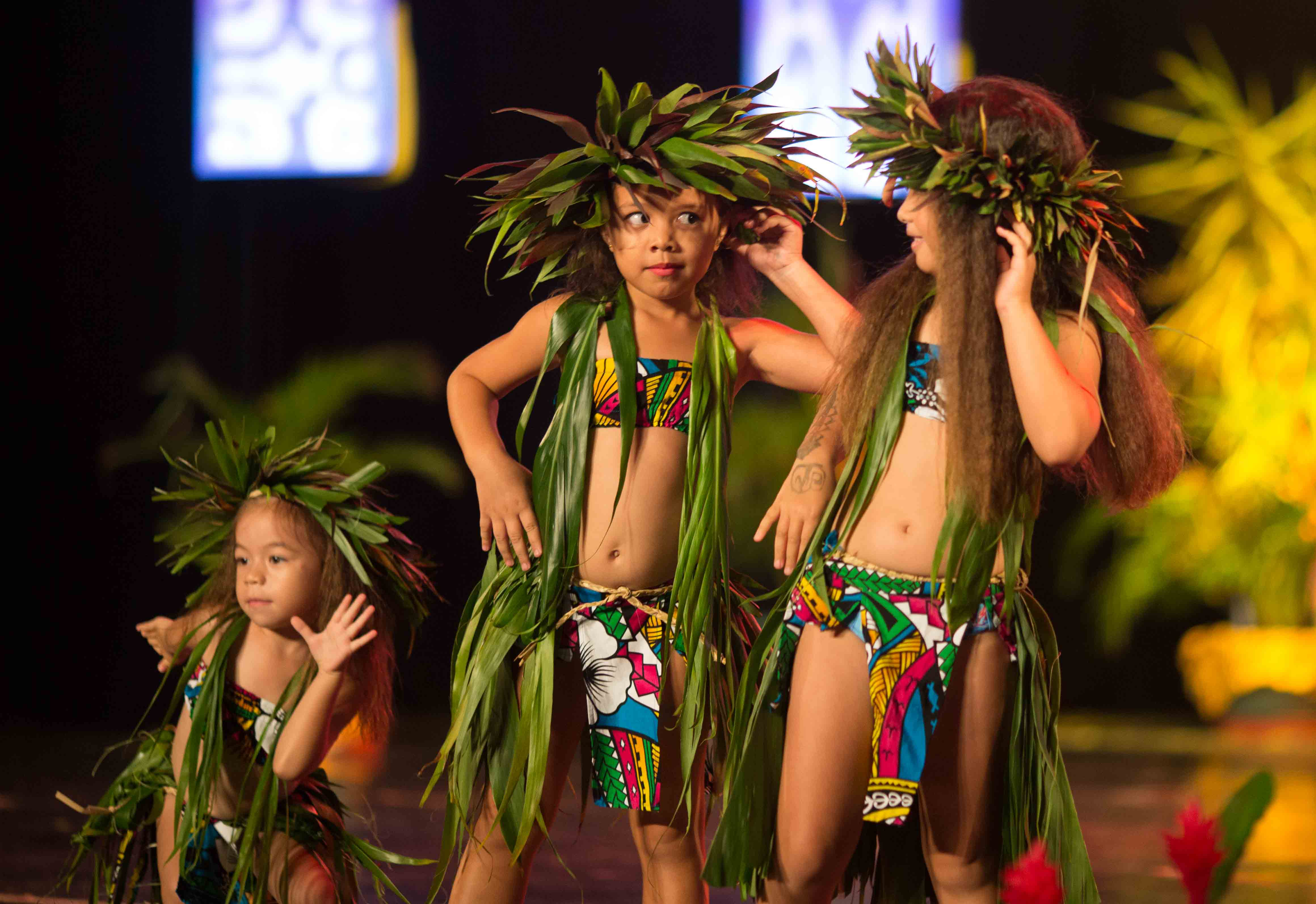
Le Heiva des écoles en 2019

Avant le début officiel du Heiva a lieu le Heiva des écoles ou Ta'upiti Ana'e, au cours duquel les écoles de danse de Polynésie proposent des spectacles de chants traditionnels, ukulélé, 'ori tahiti et percussions polynésiennes. Les spectacles ont lieu sur la place To’atā, comme pour le Heiva i Tahiti, pour les écoles avec le plus grand nombre d'élèves inscrits, et au Grand Théâtre de la Maison de la Culture de Papeete pour les autres. Cet événement a été créé en 1994, avec 3 écoles participantes. En 2023, il a rassemblé 32 écoles.

## Historique

### 1819: l'interdiction des danses
Au XVIIIe siècle et XIXe siècle, avec l'arrivée de missionnaires chrétiens en Polynésie, les danses et manifestations traditionnelles sont attaquées car considérées comme trop lascives par les missionnaires. Un interdit contre le Heiva est édicté par le roi Pōmare II en 1819. En 1820, l'article 23 du code tahitien adopté par Pōmare II indique que « Toutes chansons, jeux ou divertissements lascifs sont strictement interdits ». Cette interdiction s'assouplit en 1842 avec la mise en place du protectorat français, puis en 1849 avec l'autorisation de la danse en certains lieux et certains jours.

### 1881: le Tiurai
Le Heiva moderne naît en 1881, d'abord sous le nom de Tiurai (de l'anglais july, le mois de juillet). La Polynésie est associée aux célébrations de la fête nationale du 14 juillet : des événements sportifs et des concours floraux sont organisés à cette occasion. Quoique très encadré, le Tiurai devient un événement culturel majeur à Tahiti ainsi qu'un moment où se retrouvent les habitants des différents archipels.

Danses et chants lors du Tiurai, vers 1910-1920
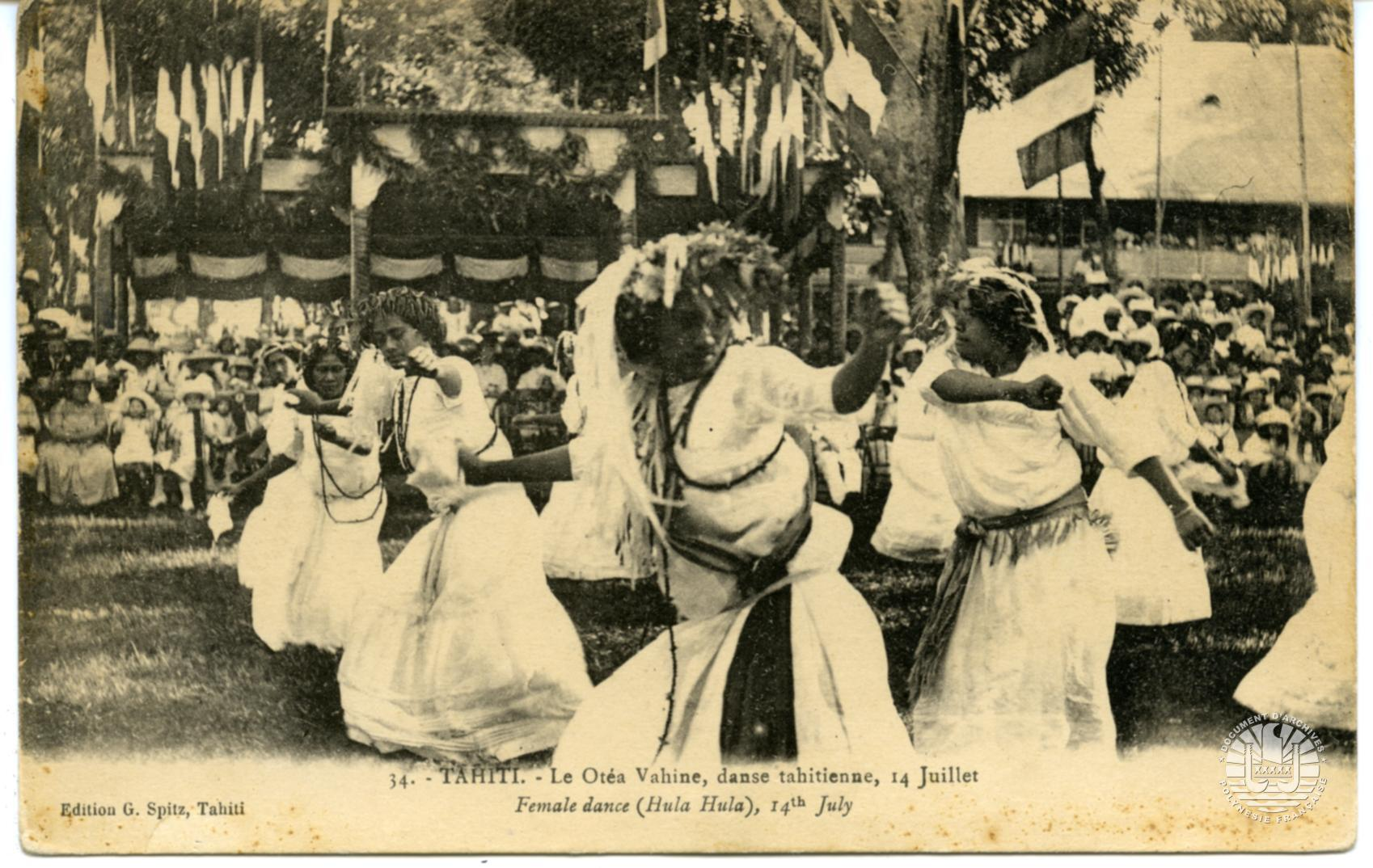
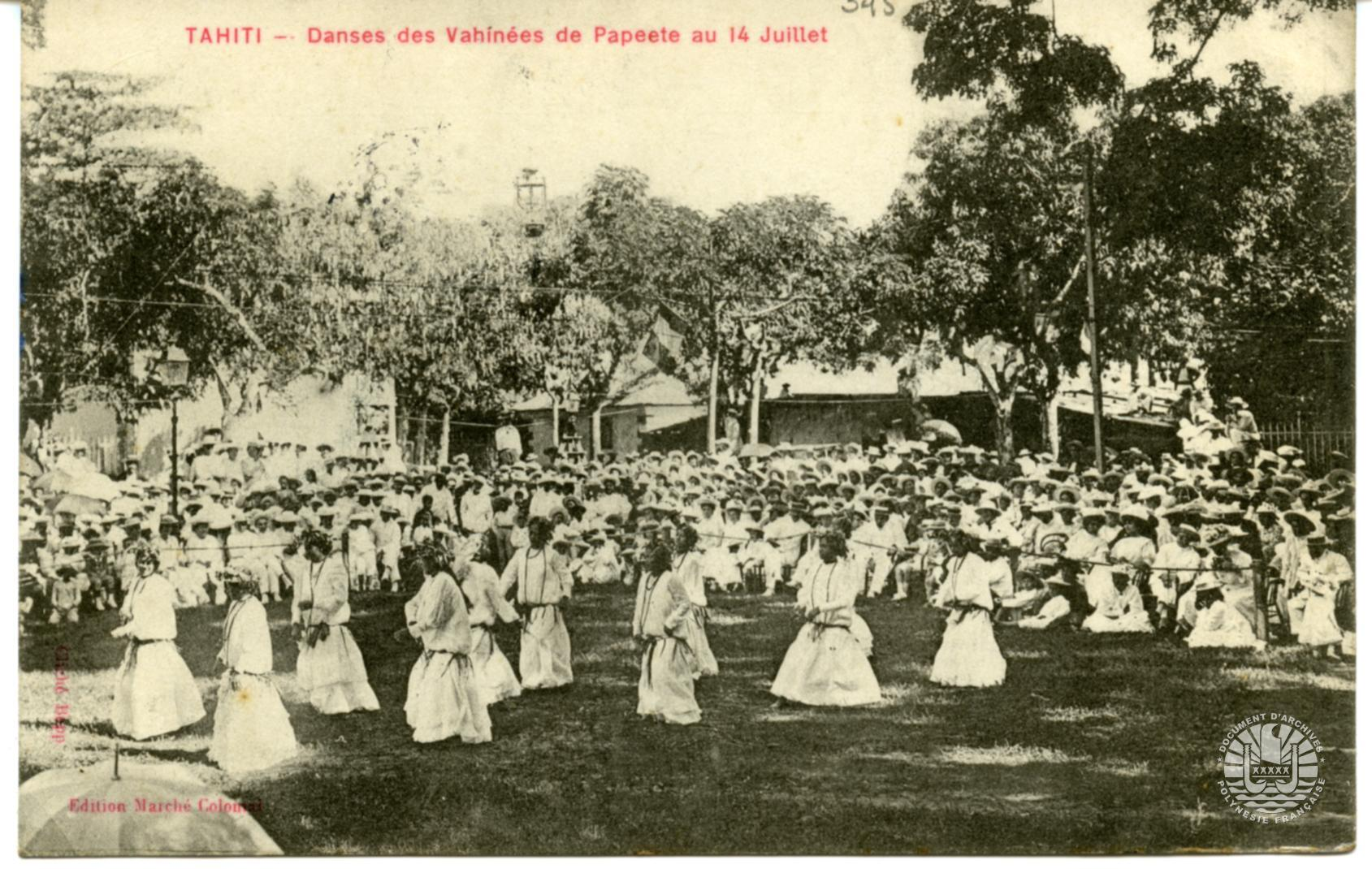
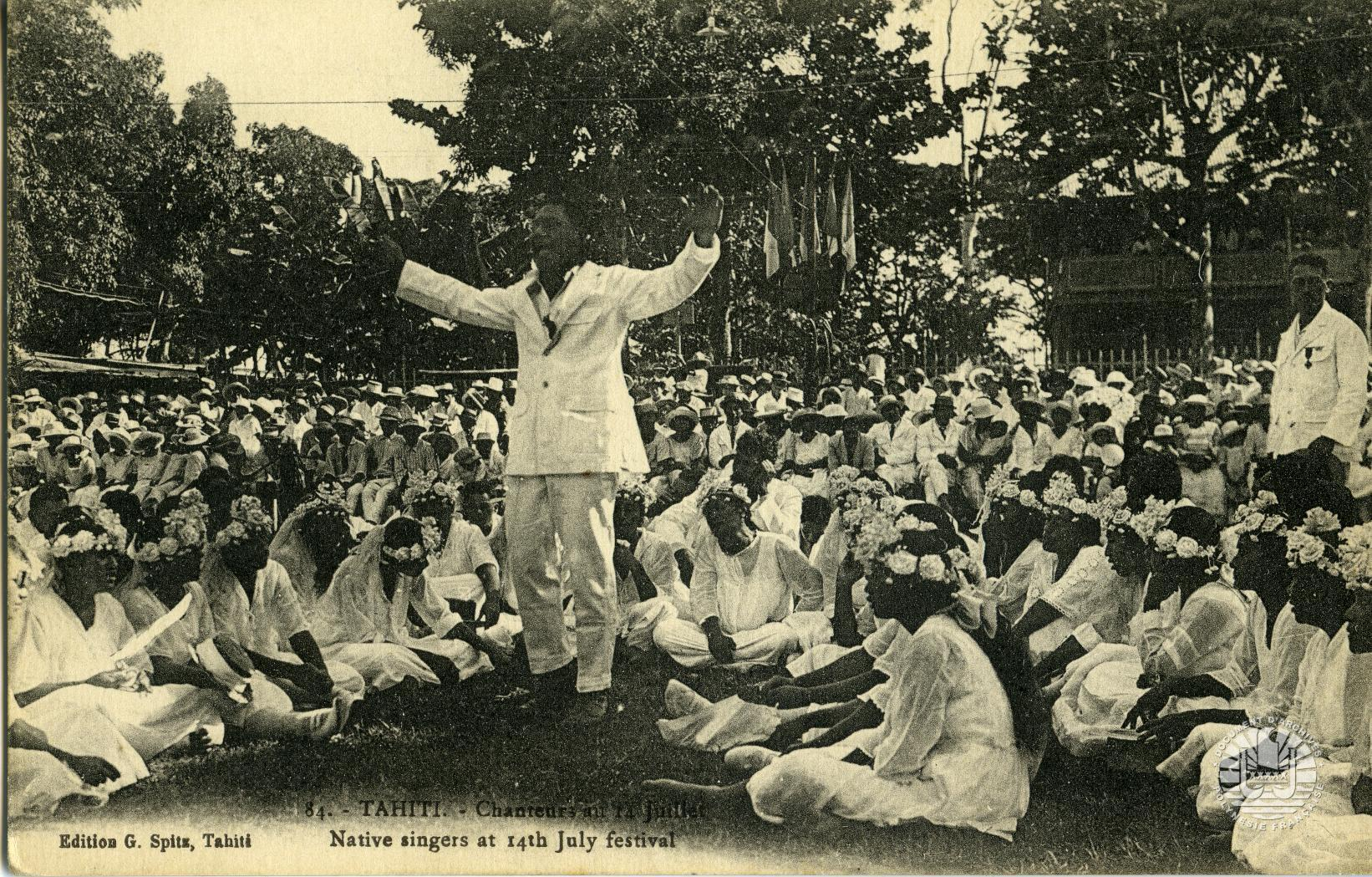
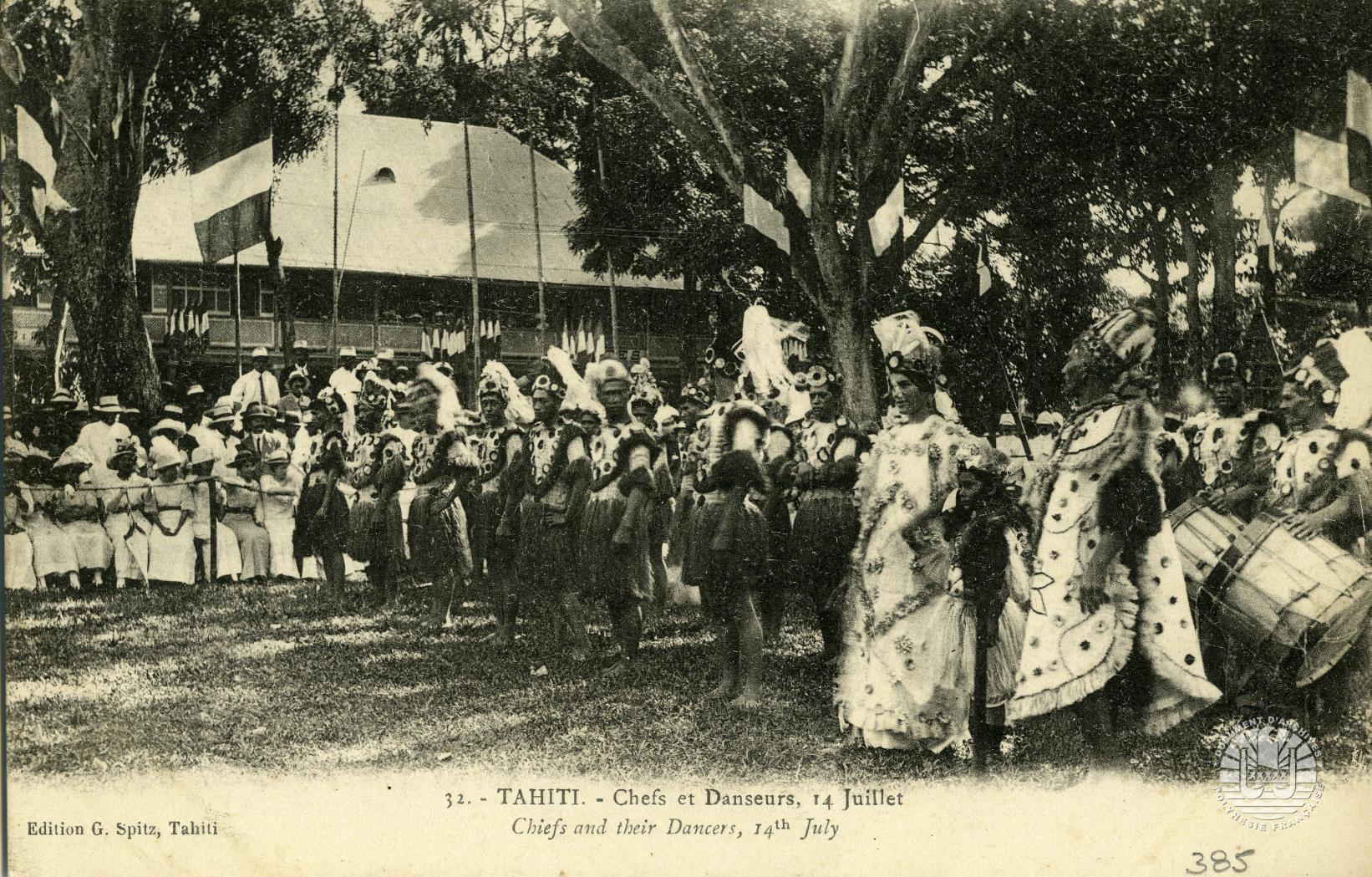
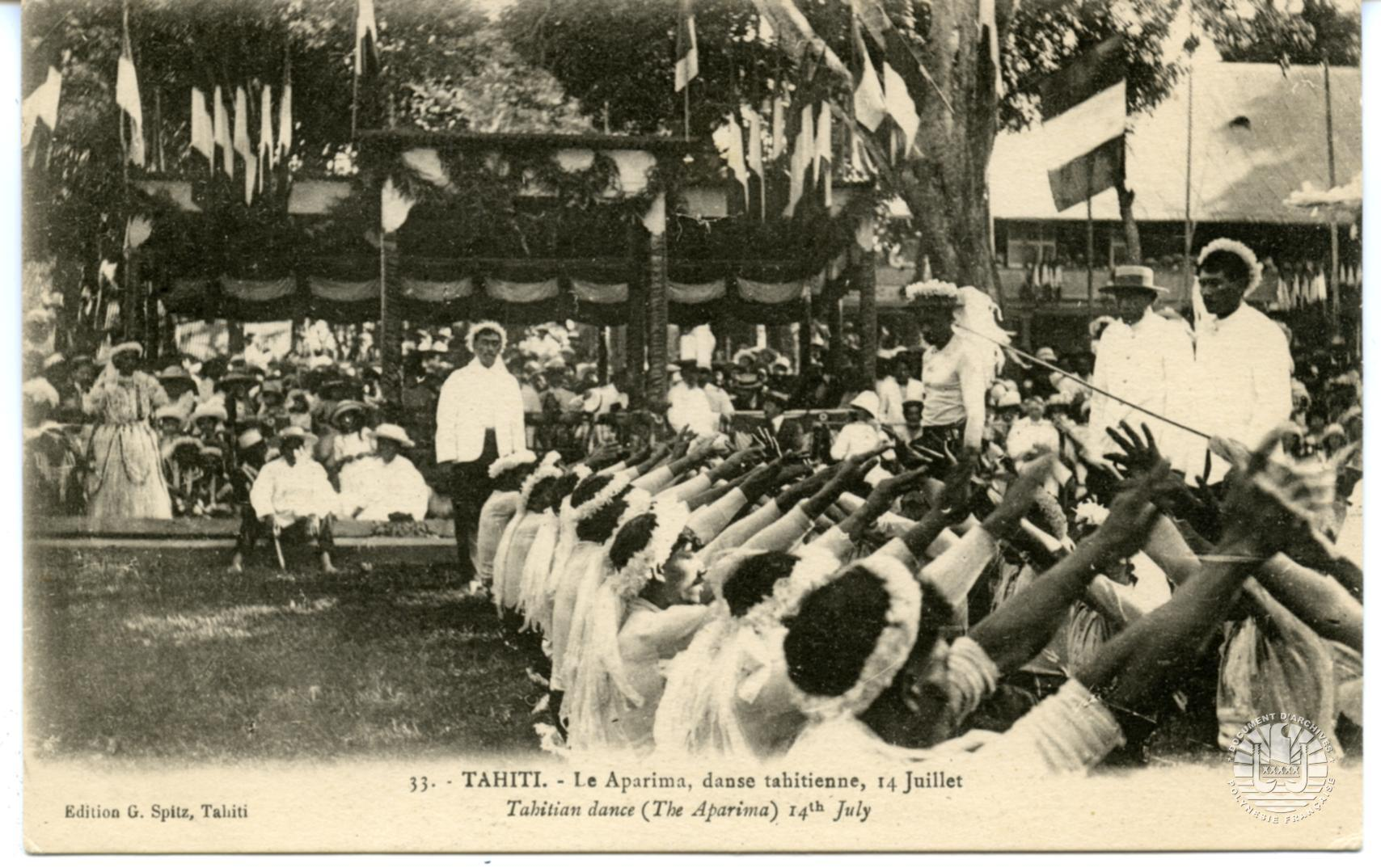

### Évolutions auXXesiècle
En 1956, le Heiva est profondément transformé sous l'influence de la chorégraphe Madeleine Moua. Lors d'un voyage en France hexagonale, elle y découvre la vivacité des danses traditionnelles et décide de créer une compagnie de danse à Tahiti, Heiva Tahiti, à l'origine d'un renouveau de la danse tahitienne. L'ori tahiti s'impose alors comme la danse centrale du Heiva. À partir du milieu des années 1960, Coco Hotahota contribue beaucoup à moderniser les chorégraphies et les costumes.
En 1985, lors de l'autonomie de la Polynésie française, le président Gaston Flosse choisit de renommer ces festivités, trop liées à la fête nationale française. Avec l'aide de l'Académie tahitienne, le nom de Heiva est choisi.

## Enjeux de l'événement

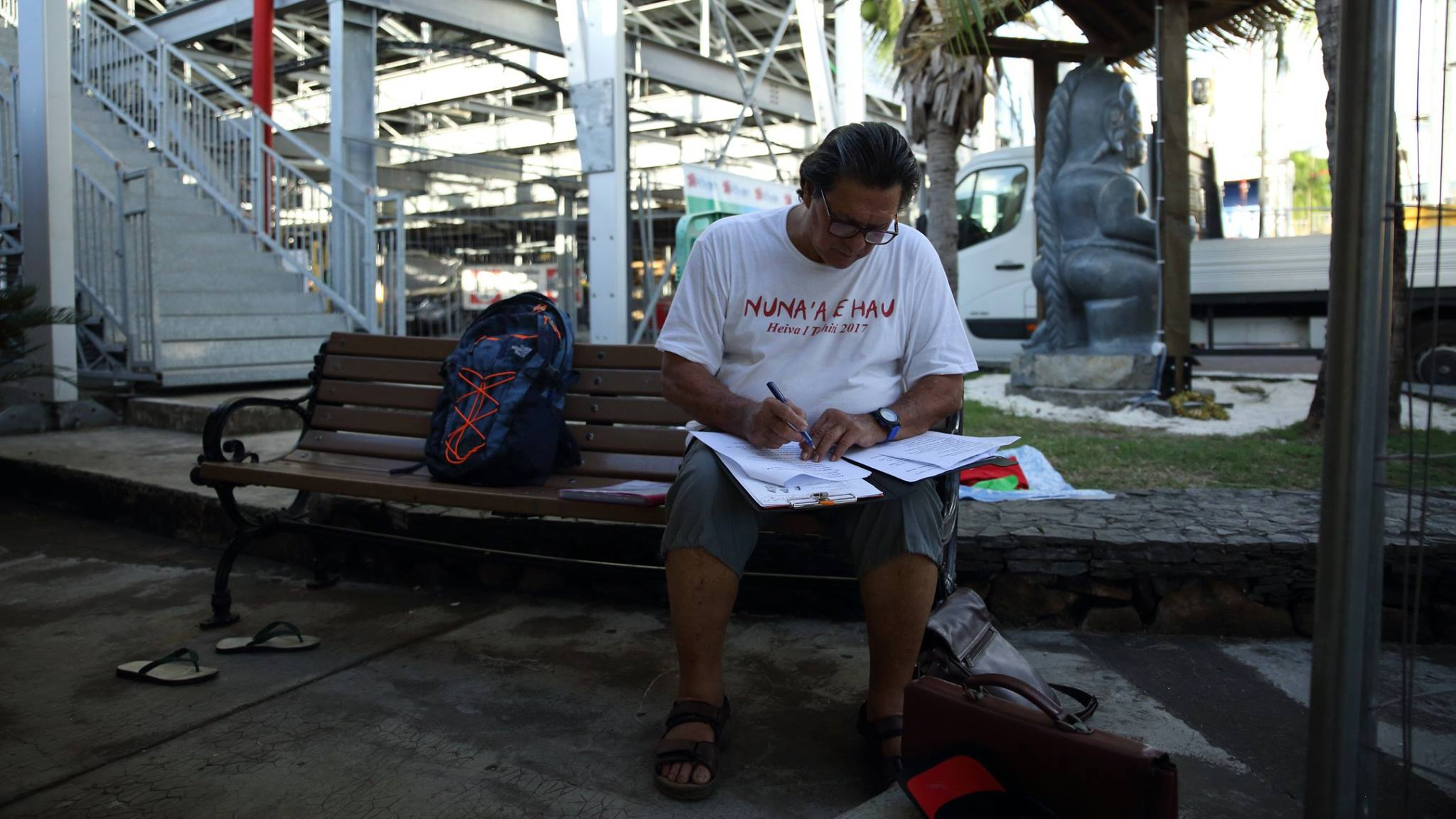
John Marai révisant sa performance pour le Heiva 2017

### Un «fait social total»
Le Heiva est considéré comme le plus grand événement culturel annuel de Polynésie. Il mobilise fortement les personnes qui y participent, avec une préparation pendant plusieurs mois. En 2019, la Direction de la culture et du patrimoine considérait que le temps de préparation était en moyenne de 1406 heures pour le chant et 5320 heures pour la danse. Du fait de sa place dans la société tahitienne, l'anthropologue Simone Grand qualifie le Heiva de « fait social total »,.

### Enjeux économiques et tourisme international

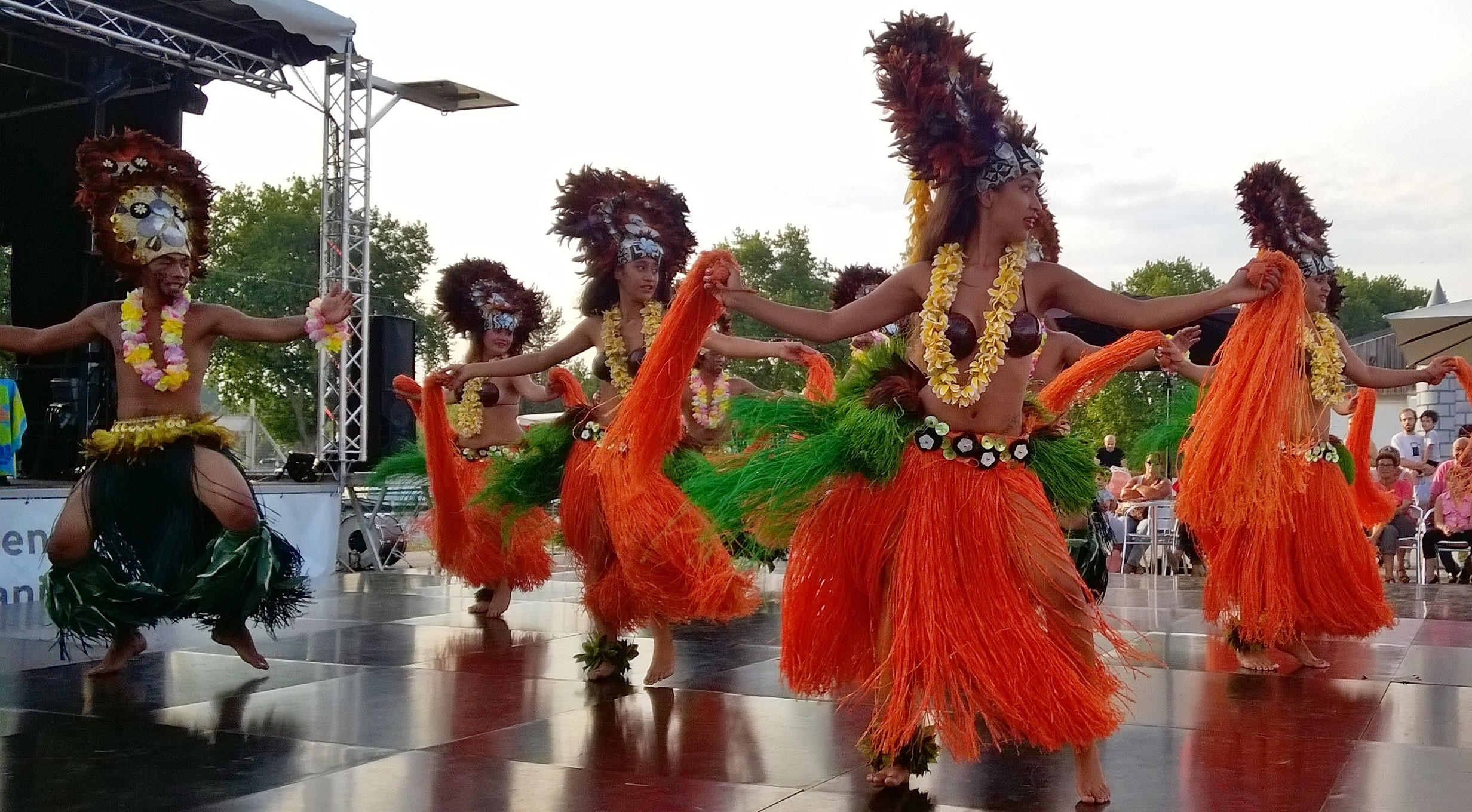
Un spectacle de danse polynésienne à Port-sur-Saône

Les enjeux sont également économiques : remporter un prix au Heiva apporte une grande notoriété locale aux groupes de chant et de danse, qui sont ensuite invités à participer à d'autres événements dans l'archipel. Le Heiva participe aussi au rayonnement international de la culture polynésienne : les groupes vainqueurs font généralement des tournées à l'étranger, notamment au Japon et en Californie où l'on trouve des apprenants de 'ori tahiti et des communautés océaniennes. De plus, les groupes étrangers sont de plus en plus nombreux à participer au Heiva. Le Heiva s'est aussi exporté hors de Polynésie, par exemple avec le Heiva i Paris, compétition de danse tahitienne à Paris. Des événements internationaux sont organisés dans la veine du Heiva, comme l'’Ori Tahiti Nui Compétitions créé par deux anciennes lauréates du Heiva, Tumata Robinson et Manouche Lehartel, ou le Heiva ori international, organisé par Matani Kainuku, plusieurs fois gagnant du Heiva i Tahiti.

### Le Heiva, vecteur de transmission culturelle ou spectacle pour les touristes?
En termes culturels, le Heiva peut être vu comme une manière de préserver les formes traditionnelles de chant et de danse. Dans chaque catégorie de chant, les groupes participants doivent respecter des contraintes formelles. En chant comme en danse, les spectacles s'appuient sur la culture et l'histoire polynésiennes et doivent respecter certains codes. Ils sont aussi une occasion d'écrire en tahitien pour des participants qui ne le parlent pas toujours au quotidien. Ainsi, pour l'anthropologue Damaris Caire, le Heiva est un vecteur de transmission des savoirs traditionnels. Selon d'autres personnes, au contraire, les chants et danses du Heiva perdent leur signification et leur force en devenant de simples éléments du tourisme international à Tahiti. Le succès de l'’ori tahiti à l'étranger et l'augmentation du nombre de danseurs étrangers, qui en maîtrisent souvent très bien les techniques, fait craindre à certains tahitiens d'être dépossédés du patrimoine de leur île.

## Palmarès
De nombreux prix sont décernés chaque année par le jury du festival. Le tableau indique le lauréat du 1er prix dans chacune des principales catégories ces dernières années.
|            | Danses traditionnelles         | Danses traditionnelles              | Chants traditionnels | Chants traditionnels | Chants traditionnels     | Chants traditionnels     | Chants traditionnels | Chants traditionnels |
| Catégories | Hura Tau (Prix Madeleine Moua) | Hura Ava Tau (Prix Gilles Hollande) | Tārava Tahiti        | Tārava Raromata’i    | Tārava Tuha’a pae        | Hīmene Rūau              | ‘Ūtē Paripari        | ‘Ūtē Arearea         |
| ---------- | ------------------------------ | ----------------------------------- | -------------------- | -------------------- | ------------------------ | ------------------------ | -------------------- | -------------------- |
| 2019       | O Tahiti E                     | Tere Ori                            | Tamari'i Pane Ora    | O Faa'a              | Tamanui Apatoa no Papara | Tamanui Apatoa no Papara | Tamari'i Mataiea     | Tamari'i Mataiea     |
| 2022       | Hei Tahiti                     | Ia Ora Te Hura                      | Tamari'i Te’ahupo’o  | Tamari’i Mahina      | Nuna’a Rurutu            | Te Pape Ora no Papofai   | Tamari’i Teahupoo    | Tamariki Rapa        |
| 2023       | Toakura                        | Manohiva                            | Reo Papara           | Tamari'i Mahina      | Tamariki Rapa            | Taru'u                   | O Tamari'i Afareaitu |                      |

En 2023, le jury était composé de :
- en danse : Kehaulani Chanquy (vice présidente du jury), Manouche Lehartel, Heimoana Metua et Oscar Tereopa ;
- en chant : Ma Zinguerlet (présidente du jury), Lee Rurua et Myrna Tuporo ;
- en composition de musique et de chant : Jeff Taneri
- en écriture : Merehau Anastase

## Vidéographie
Les festivités du Heiva i Tahiti ont été captées depuis les années 1980 par RFO, puis également par TNTV à partir du début des années 2000. Conservées en France, les archives de RFO sont difficilement accessibles. Le Heiva  a également fait l'objet d'un certain nombre de films documentaires, parmi lesquels :
- 1984. Moeata et les autres. 22 minutes. Réalisé par Jacques Navarro et Hina Sylvain. Production ICA[22].
- 1991. Sacré Coco. 26 minutes. Réalisé par Hina Sylvain. Production RFO[23].
- 2015. Heiva i Tahiti by Makau. 8 épisodes de 26 minutes. Réalisé par Marc Emmanuel Louvat. Archipels productions[24].
- 2017. Un jour de fête, le Heiva en Polynésie. 90 minutes. Réalisé par Sylvain Pierron et Denis Pinson. Archipels productions[25].
- 2017. Heiva le rythme d'un peuple. 52 minutes. Réalisé par Denis Pinson. Archipels Productions[26].
- 2018. Heiva, la colère des dieux. 63 minutes. Réalisé par Jonathan Bougard. In Vivo Prod[27].
- 2018. Calicia meilleure danseuse. 27 minutes. Réalisé par Jonathan Bougard. In Vivo Prod[28].
- 2019. Tarava Tahiti ! 58 minutes. Réalisé par Daniel Denis, Anne Marcellini. Association Corps et Culture[29].
- 2023. Heiva, au cœur des traditions polynésiennes. 53 minutes. Réalisé par Hélène Mourot-Braudel. Production Edenpress[30].